# 安克雷奇歷史藝術博物館

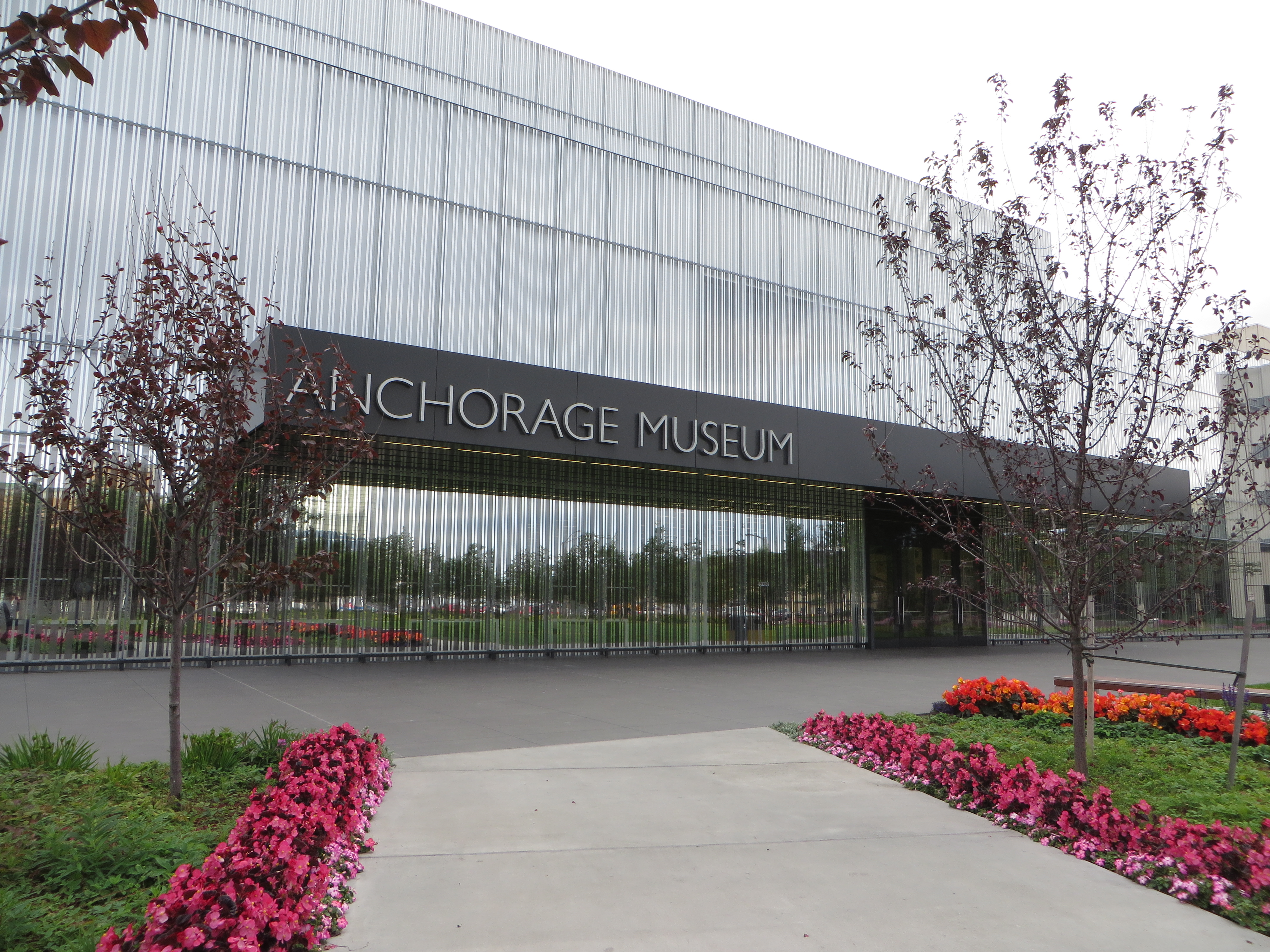

安克雷奇歷史藝術博物館（英語：Anchorage Museum）位於阿拉斯加安克雷奇，以公私合夥方式創立，其目的為了慶祝購買阿拉斯加一百週年。1968年對外開放，展出了60幅阿拉斯加畫，從民間借出的2500件歷史文物。此後，館藏不斷增加。現在，博物館名稱為「Rasmuson中心的安克雷奇博物館」。現在擴建額外耗資1億美元。

## 目標
安克雷奇歷史藝術博物館旨在蒐集，保存，展示及詮釋一些描繪阿拉斯加及極地的藝術、歷史與文化的文物。 博物館每天上午 10:00 至下午 6:00 開放。除了星期一

## 歷史
該館在1968年對外開放。整棟建築物佔地1萬平方尺，職員兩名，展出了60幅阿拉斯加畫，從民間借出的2500件歷史文物。該館慢慢地發展，並曾經擴建兩次。最近一次在1986年，佔地14萬平方尺，館藏21000件物品，歷史照片45萬張，職員多達16名。